# Rebanal de las Llantas
Rebanal de las Llantas es una localidad de la provincia de Palencia (Castilla y León, España) que pertenece al municipio de Cervera de Pisuerga.

## Geografía
Está a una distancia de 13 km de Cervera de Pisuerga, la capital municipal, en la comarca de Montaña Palentina.Se sitúa en la parte alta del Valle Estrecho, donde nace el Río Rivera (fuente Deshondonada). Es una zona de una gran belleza natural con abundantes hayedos y robledales. Sus habitantes, en invierno fabricaban puertas, escaleras, arados,  carretillos, etc. que vendían en "tierra de campos" . Esta localidad es atravesada por el sendero GR-1. 
Rebanal nos ofrece muy buenas zonas para senderismo y práctica del ciclismo de montaña. (Btt)

## Fauna
Rebanal de las llantas y sus montañas pertenecientes a la comarca de parque natural Montaña Palentina es una zona protegida por el gobierno español denominado como el 2º parque natural más limpio y sano de España, según el País (2017). En él se pueden encontrar más de 4.000 tipos diferentes de especies y animales. Entre ellos los que más destacan son el Oso pardo, los lobos, los ciervos y los zorros. Está prohibida la caza y la pesca salvo por autorización previa.
Esta zona cuenta con unos 50 ejemplares de oso pardo, los de la llamada población oriental cantábrica (en la confluencia entre las provincias de Palencia y Cantabria). En la zona occidental (provincias de Asturias, Cantabria y León) podría haber, según estimaciones, entre 200 y 280 osos, y en los Pirineos, en ambas vertientes, entre 30 y 50 ejemplares, casi todos fruto de la reintroducción de ejemplares eslovenos. El oso pardo cantábrico goza actualmente de un alto grado de protección a nivel nacional y regional, y su caza conlleva graves consecuencias judiciales.

## Historia
Rebanal de las Llantas fue municipio independiente hasta 1975. Ese año se decretó su anexión al municipio de Cervera de Pisuerga.

## Geografía humana

### Demografía
| Gráfica de evolución demográfica de Rebanal de las Llantas entre 1842 y 1970 |
| |
| Población de derecho según los censos de población del INE. Población de hecho según los censos de población del INE.Entre el Censo de 1981 y el anterior, este municipio desaparece porque se integra en el municipio 34056 (Cervera de Pisuerga). |

Evolución de la población en el siglo XXI
| Gráfica de evolución demográfica de Rebanal de las Llantas entre 2000 y 2020 |
|                                                                              |
| Población de derecho (2000-2020) según el padrón municipal del INE           |

## Emigración
Durante los años 60-70, el pueblo se quedó sin habitantes debido a la migración. En 2020 se ha realizado un estudio por la Universidad de Cantabria de la migración de dicha población:
Su alrededor de 100 habitantes emigraron a:
Barcelona 2%
Valencia 1,5%
Valladolid 3%
Palencia 37%
Burgos 7%
Salamanca 3%
Santander 2%
Orense 1,5%
Vizcaya 31%
Madrid 9%
Zaragoza 0,5%
León 0,5%
Asturias 0,5%
Badajoz 0,5%
Logroño 0,5%
Álava 0,25 %
Guipúzcoa 0,25 %

## Gente e historia
La gente de Rebanal de las Llantas se define por su sinceridad y acogimiento a las personas que visiten al pueblo. Es un pueblo con mucha historia, en el que antiguamente se hacían puertas y más objetos relacionados con la madera de sus montes. De ahí su gentilicio: rejoneros..
Rebanal es un pueblo acogedor, cargado de historia; sus habitantes, tranquilos, forjados durante generaciones en el duro trabajo de los bosques y las montañas, disponen ahora de tiempo para atender al viajero que pregunta por lugares para visitar. 
Fueron muchas las generaciones que con paciencia trabajaron la madera de sus bosques, elaborando rastros, escaleras, puertas... que más tarde venderían, desplazándose en carros tirados por vacas a lugares lejanos. 
El gentilicio de Rejoneros está relacionado, precisamente, con este trabajo de la madera para el que utilizaban rejones.

## Lugares de interés en Rebanal
Montes que destacan:
```
 - El Alto de la Varga (1437 m)
 - Corral de la Espina (1400 m)
 - Pico Rebanal (1844 m)
```

Arte:
En la iglesia de Rebanal de las Llantas se encuentra la pila bautismal muy conocida por la zona por su diseño románico. Pueden verse restos de la arquitectura tradicional y también alguna casa solariega. Pero sin duda su tesoro más preciado es la bella pila bautismal románica del siglo XII de la iglesia parroquial del Salvador.

Lugares de interés:
Fuente Deshondonada:
Tiempo : 15 minutos desde la carrerera
Desnivel: suave
Piso: praderas y camino(llevar botas, barro)
Dificultad: fácil
Paraje de gran belleza donde nace el río Ribera, se accede llegando al kilómetro 3 de la carretera de Rebanal. El primer tramo se hace bajo la sombra del arbolado después atravesamos un espacio de praderas bucólicas en las que pasta el ganado. Se camina remontando un Ribera bullicioso y juvenil que termina el la Fuente Deshondonada.
```
Cervera de Pisuerga coge su agua de esta fuente.
```

## Fiestas
Rebanal disfruta sus fiestas de las Nieves y el Cristo el 5 y el 6 de agosto, cuando también celebran unas interesantes jornadas culturales.

## Gente destacable en Rebanal
```
 
-Padre Santiago Díez
 : misionero y autor del primer catecismo católico publicado en la India.
```

## Clima
Rebanal de las llantas tiene un clima de montaña. Suele hacer frío en invierno (4 grados media). Los veranos suelen ser frescos (16 grados media).
La temperatura más fría registrada fue en febrero del 1989 con -18,1 °C.
La más calurosa fue registrada en julio del 2014 con 43,3 °C

## Web extraoficial del pueblo
www.rebanaldelasllantas.es (enlace roto disponible en Internet Archive; véase el historial, la primera versión y la última).